# Cayriech
Cayriech (okzitanisch: Carièch) ist eine französische Gemeinde mit 273 Einwohnern (Stand: 1. Januar 2022) im Département Tarn-et-Garonne in der Region Okzitanien. Cayriech gehört zum Arrondissement Montauban und zum Kanton Quercy-Rouergue (bis 2015: Kanton Caussade). Die Einwohner werden Cayriechois genannt.

## Geographie
Cayriech liegt etwa 22 Kilometer nordöstlich von Montauban im Quercy am Lère. Umgeben wird Cayriech von den Nachbargemeinden Puylaroque im Norden, Saint-Georges im Osten, Septfonds im Süden, Caussade im Südwesten sowie Lapenche im Westen.

## Bevölkerungsentwicklung
| 1962                      | 1968 | 1975 | 1982 | 1990 | 1999 | 2006 | 2013 |
| ------------------------- | ---- | ---- | ---- | ---- | ---- | ---- | ---- |
| 162                       | 165  | 110  | 132  | 132  | 208  | 253  | 275  |
| Quelle: Cassini und INSEE |      |      |      |      |      |      |      |

## Sehenswürdigkeiten
- Kirche von Cayriech aus dem 14. Jahrhundert

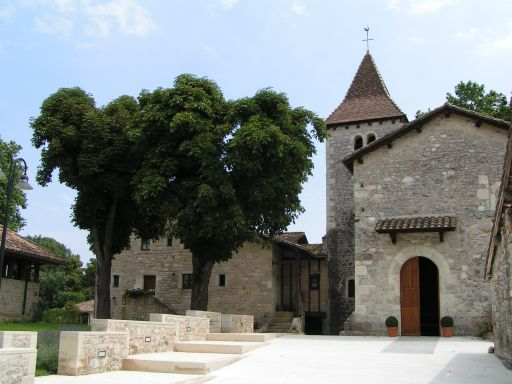
Kirche

- altes Pfarrhaus, heutiges Rathaus